# Barbara Willing
Barbara Willing ( n. 1950 ) es una botánica alemana, experta en orquídeas.

## Algunas publicaciones

### Libros
- 1977. Bibliographie über die Orchideen Europas und der Mittelmeerländer, 1744-1976. Ed. Botan. Garten u. Botan. Mus. 325 pp. ISBN 3-921800-11-0
- 1979. Optima-Projekt "Kartierung der mediterranen Orchideen". Beih. Veröff. Naturschutz. Landschaftspflege Bad. - Württ. ; 14. 163 pp.
- 1979. Index der Verbreitungskarten für die Orchideen Europas und der Mittelmeerländer. Vol. 14 de Beihefte zu den Veröffentlichungen für Naturschutz und Landschaftspflege in Baden-Württemberg. 163 pp. ISBN 3-88251-036-6
- 1985. Bibliographie über die Orchideen Europas und der Mittelmeerländer: Supplement. Bibliothek des Botanischen Gartens und Botanischen Museums, 280 pp.
- 2004. Bibliographie über die Orchideen Europas und der Mittelmeerländer 1744-1976 Willdenowia ; Beiheft 11, 1977. 402 pp.

- La abreviatura «B.Willing» se emplea para indicar a Barbara Willing como autoridad en la descripción y clasificación científica de los vegetales.[1]